# Apanázs
Az apanázs rendszeresen folyósított pénzsegély. Rendszeres pénzjuttatás; egy külön élő személy támogatására havonta vagy rendszeresen adott összeg; tartásdíj (különösen feleségnek, gyermeknek).   A szó használata elavulóban van .

## A szó eredete
A francia apanage szó magyar kiejtésű alakja.
Franciából elterjedt nemzetközi szó (apanage) a középkori latin ap(p)anagium (‘ellátás’) nyomán, az ad- (‘hozzá, neki’) és panis (‘kenyér’) elemekből. 